# Ville (België)
Ville is een dorp in de Belgische provincie Luik. Het ligt in My, een deelgemeente van Ferrières. Ville ligt anderhalve kilometer ten noordoosten van het dorpscentrum van My. De plaats wordt ook wel Ville-en-Condroz genoemd.

## Geschiedenis
Op het eind van het ancien régime werd Ville-en-Condroz een gemeente, maar in 1823 werd de gemeente alweer opgeheven en bij My gevoegd.